# リニオグナサ
リニオグナサ（リニオグナタとも、学名：Rhyniognatha）は、約4億1,000万年前のデボン紀前期に生息した節足動物の属。口器の構造を含む頭部組織を保存した一標本のみから知られており、一説には最古級の昆虫であるとされるが、その分類については議論があり、多足類であるという説もある。

## 発見
リニオグナサを含む化石は、1919年の調査においてスコットランドの Rhynie, Aberdeenshire に位置する化石産地、ライニーチャート（Rhynie chert）から発見された。この化石産地はデボン紀前期、プラギアンの化石が良好な保存状態で発見されており、主に植物や節足動物の化石（例：リニア、パレオカリヌスなど）が知られているため当時の陸上生態系を示す重要な化石産地であるとされる。
化石が初めて論文上に記載されたのは1926年のことである。この論文では初期のトビムシ類であるリニエラ（Rhyniella）とともに化石が記載されており、当該化石は昆虫の幼虫のものと考えられる顎要素の化石とされた。その後1928年、当該化石は新属新種 Rhyniognatha hirsti として記載され、「小型の昆虫の頭部要素の化石」と解釈された。

## 形態

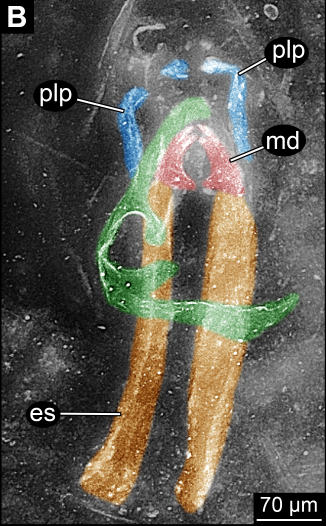
化石の加工画像（着色により Haug & Haug, 2017 における解釈を示す）

リニオグナサにおいて知られている唯一の化石標本は、顎をはじめとする頭部組織や周辺組織のみを保存したものである。Engel & Grimaldi, 2004 においては、複数の歯を持つ大顎 (mandible) と、大顎の先端方向に延びる4つほどの組織、大顎の基部から後方に長く伸びる一対の組織が確認されており、Haug & Haug, 2017 においてはこれらに加えて頭部の外骨格の一部とされる要素や顎の先端にあるより小さな顎状組織が確認される。右の大顎の長さは0.17 mm。

## 分類

### 昆虫としての解釈
原記載からリニオグナサの化石は昆虫のものであるとされ、大顎の先端方向に延びる組織を小顎の内葉 (lacinia)、基部から後方に長く伸びる一対の組織を大顎の腱 (apodeme) と解釈された。この解釈が詳しく再研究されたのが Engel & Grimaldi, 2004 であり、リニオグナサが知られる限り最古の昆虫化石であるという結論を出した。大顎の要素は、形態的にヤスデのものと混同される可能性があるが、やすり状の面がないこと、多足類に見られる他の顎要素が確認されなかったことから、この化石は確実に昆虫に属すると記述されている。この顎の形態は、イシノミやシミの顎よりも有翅昆虫の形態に類似していることから、リニオグナサがすでに翅をもっていたという可能性も指摘された。この記載以前は石炭紀後期の最初期が昆虫の最古の化石記録であったため、初期の昆虫の進化の洞察が困難であったが、この発見によりデボン紀前期に翅をもった昆虫がすでに出現していたということになり、昆虫の起源自体が4 億3,400万年前、シルル紀前期まで遡ることが示唆された。これによりリニオグナサは昆虫の系統における分子時計の指標としていくつかの研究で用いられていた。

### 多足類としての解釈

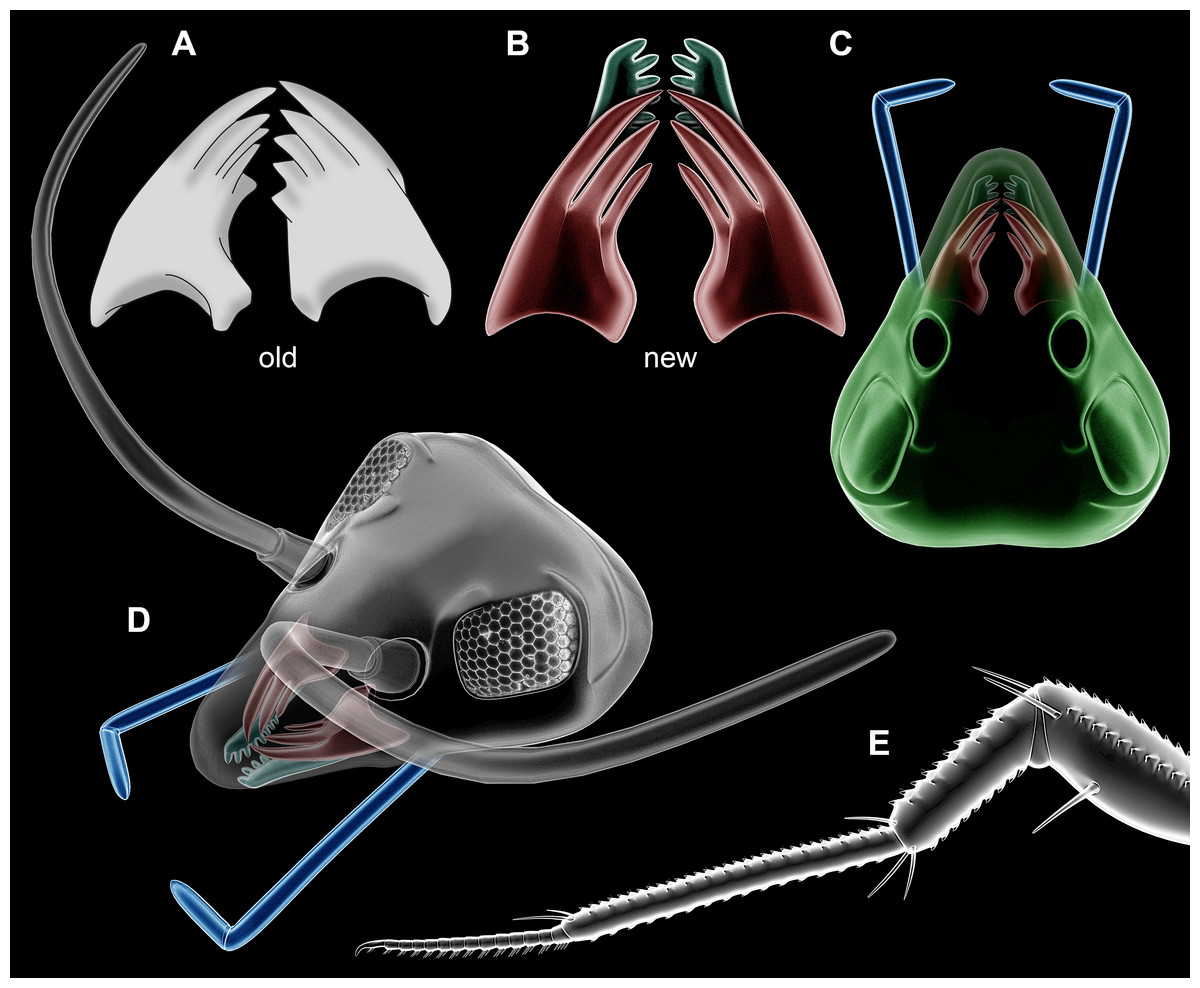
リニオグナサのゲジ類の頭部としての解釈（Aは Engel & Grimaldi, 2004 の旧解釈、Eは Crussolum の脚）

しかし、Engel & Grimaldi, 2004 による解釈は Haug & Haug, 2017 による化石の更なる詳細な調査により疑問が呈されることになった。この調査により、Engel & Grimaldi, 2004において確認されなかった頭部の外骨格とみられる要素が化石中に確認された他、大顎の近くにより小さな一対の櫛状の顎要素が存在する可能性が指摘された。内葉と解釈された組織は4つほどの複数の要素ではなく繋がった1対の器官であり、関節を持つ口器の一部 (palp) であると解釈された。
再調査から、リニオグナサが昆虫であるという可能性は否定できないものの、顎周辺の要素を考慮すると、多足類、特にゲジ類のムカデである可能性がより高いとされた。大顎の形態からは昆虫か多足類かは判断できない。頭部の外骨格の形状は昆虫に似たものと解釈もできるがムカデの中にも類似する形態のものが存在する。大顎の腱と解釈された細長い組織はムカデ類に見られる大顎腺 (mandibular gland) と解釈することも可能である。櫛状の顎要素はムカデの第1小顎の構造と類似しており、口器の一部である palp はゲジにおける第2小顎（小顎髭 maxillary palp）を示す可能性が高い。ライニーチャートからは Crussolum という初期のゲジ類の単離した脚や顎化石が知られている。そのサイズからリニオグナサがゲジ類であるとするならば発生の初期段階の幼体であると推測されるが、 Crussolum と同属かどうかは判断できない。
ライニーチャートから記載され、同じく多足類か昆虫として解釈された Leverhulmia のように、デボン紀の昆虫と多足類の化石の判別は困難であり、昆虫の初期の化石記録の不足もあり今後も多くの議論をもたらす可能性が高いと考えられる。